# سينكوبي
أفلام سينكوبي (بالإنجليزية: Syncopy Films)‏، وتعرف أيضا باسم سينكوبي فقط، هي شركة إنتاج بريطانية أسسها المخرج، والكاتب، والمنتج كريستوفر نولان. مع زوجته إيما توماس. جميع أفلام نولان لها صلة بسينكوبي، باستثناء فيلمي تذكار وأرق.
اسم الشركة مشتق من الكلمة الإنجليزية «سينكوب» (بالإنجليزية: syncope)‏ التي تعني فقدان الوعي، وهو موضوع كثيرا ما يستعمله المخرج في أفلامه، خاصة في فيلم تذكار.

## فيلموغرافيا
| العام | عنوان الفيلم     | المخرج         | ملاحظات                                                                 |
| ----- | ---------------- | -------------- | ----------------------------------------------------------------------- |
| 1998  | تابع             | كريستوفر نولان |                                                                         |
| 2005  | بداية باتمان     | كريستوفر نولان | إنتاج مشترك مع شركتي أفلام لجنداري ودي سي كومكس                         |
| 2006  | الحظوة           | كريستوفر نولان | إنتاج مشترك مع شركة أفلام نيوماركيت                                     |
| 2008  | فارس الظلام      | كريستوفر نولان | إنتاج مشترك مع شركتي أفلام لجنداري ودي سي كومكس                         |
| 2010  | ازدراع           | كريستوفر نولان | إنتاج مشترك مع شركة أفلام لجنداري                                       |
| 2012  | نهوض فارس الظلام | كريستوفر نولان | إنتاج مشترك مع شركتي أفلام لجنداري ودي سي كومكس                         |
| 2012  | رجل الفولاذ      | زاك سنايدر     | إنتاج مشترك مع شركات أفلام لجنداري ودي سي كومكس وأفلام وحشية وغير عادية |

## المرجع
1. ↑  وصلة مرجع: https://www.hollywoodreporter.com/sites/default/files/custom/Documents/Nolan_Thomas.pdf.
2. ↑  ""سينكوبي" سينما كريستوفر نولان" (بالإنجليزية). cinematical.com. Archived from the original on 2019-02-02. Retrieved 2010-08-01.

## وصلة خارجية
- أفلام سينكوبي على موقع IMDb (الإنجليزية)
- شركة أفلام سينكوبي في قاعدة بيانات الأفلام على الإنترنت.